# Phrynobatrachus giorgii
Phrynobatrachus giorgii is een kikker die behoort tot de familie Phrynobatrachidae. De soort werd voor het eerst wetenschappelijk beschreven door Gaston-François de Witte in 1921. De soortaanduiding giorgii is een eerbetoon aan Stephano Oronzo Vicenzo de Giorgi.
Phrynobatrachus giorgii komt voor in delen van Afrika en leeft endemisch in Congo-Kinshasa. De natuurlijke habitat van de kikker bestaat uit zoetwatermoerassen.